# René II av Lothringen
René II av Lothringen, född 1451 och död 1508, var regerande hertig av Lothringen från 1473 till sin död 1508.